# 都得科西河
都得科西河 (दुधकोशी नदी, Dudh Koshi River)是一條位於尼泊爾東部的河流。發源自薩加瑪塔專區的墎其爾湖。在市鎮湯坡崎的附近與伊姆扎河匯流，往南在南崎巴札與波特科西河匯流。最後匯入科西河流域。

都得科西河
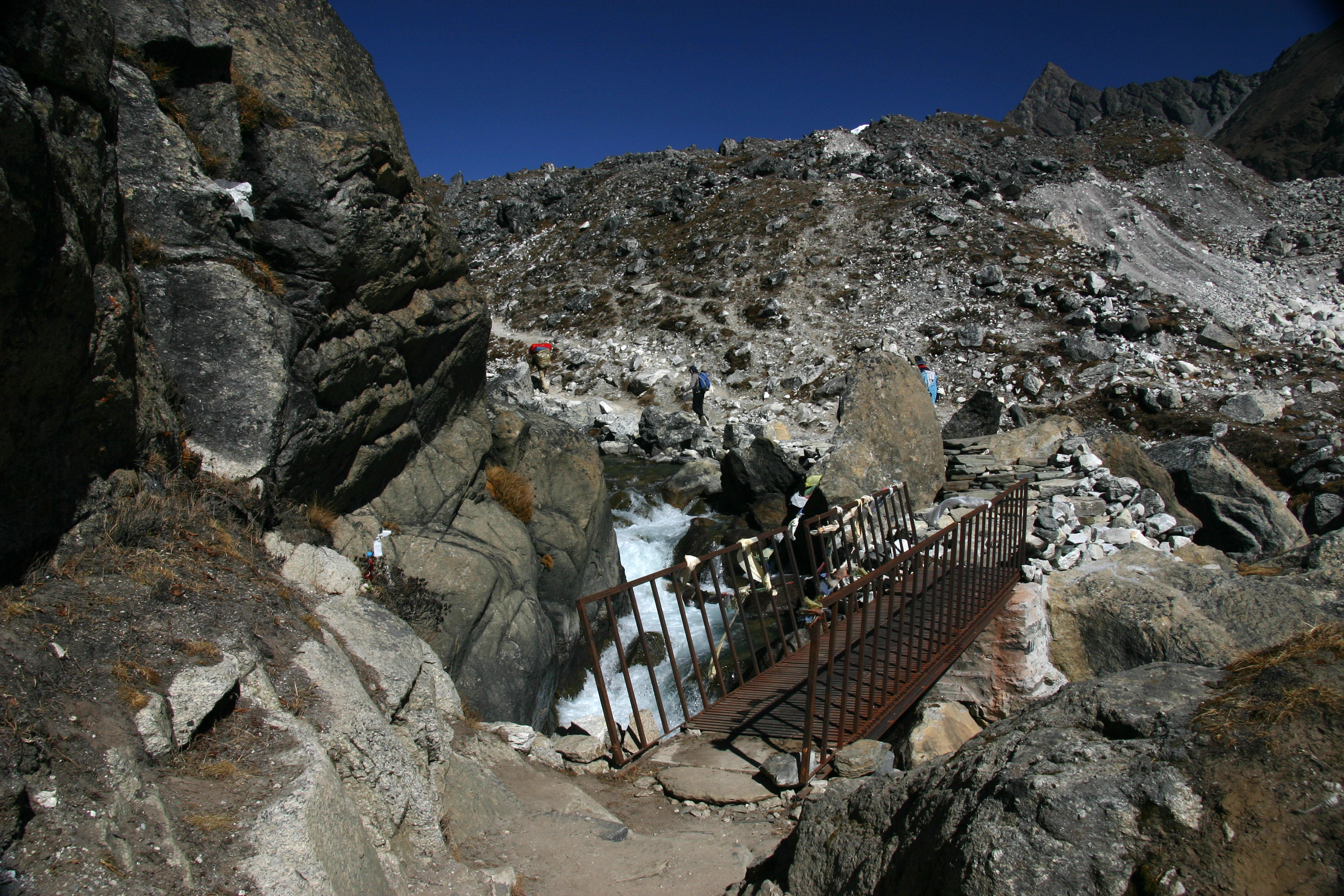
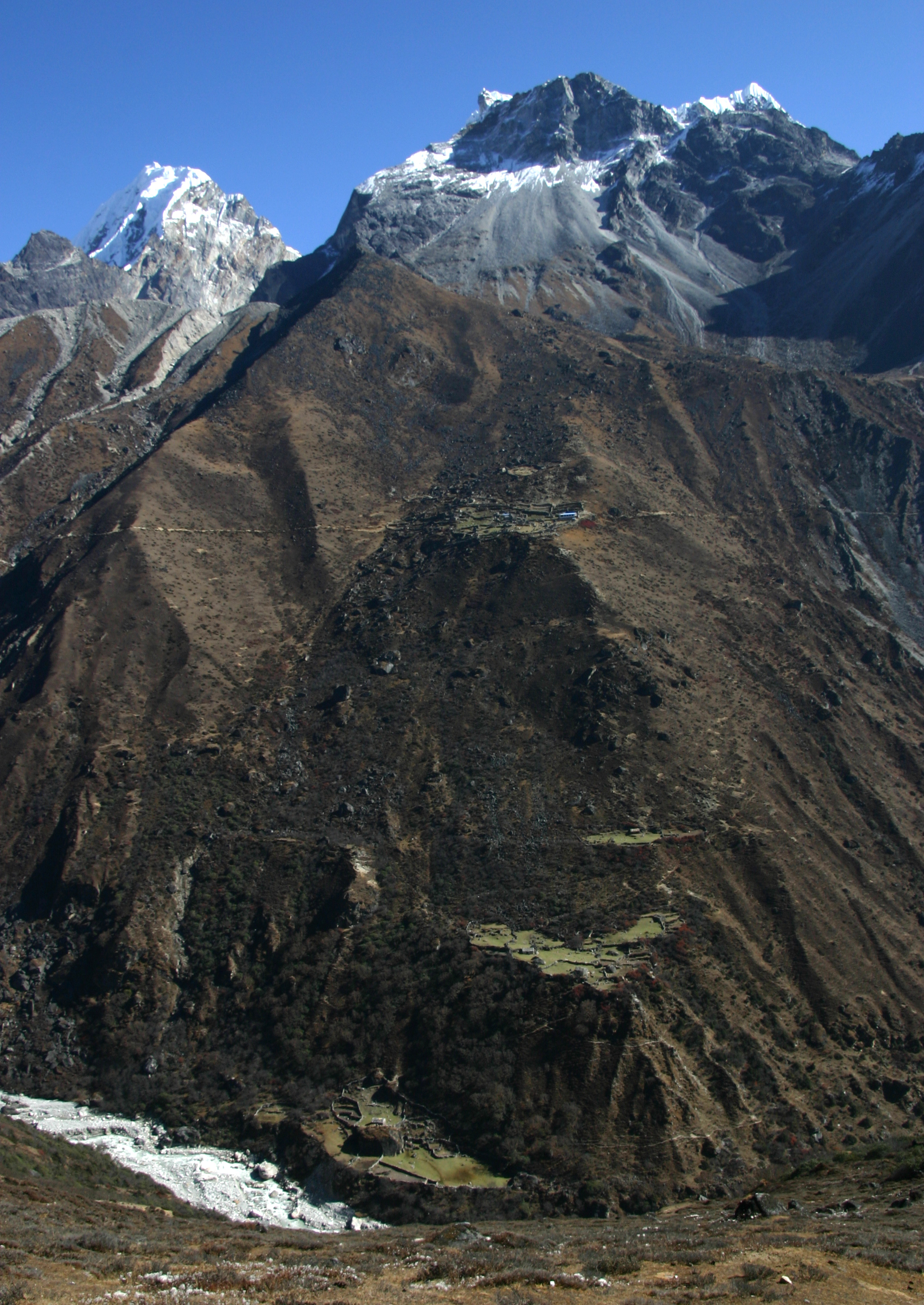
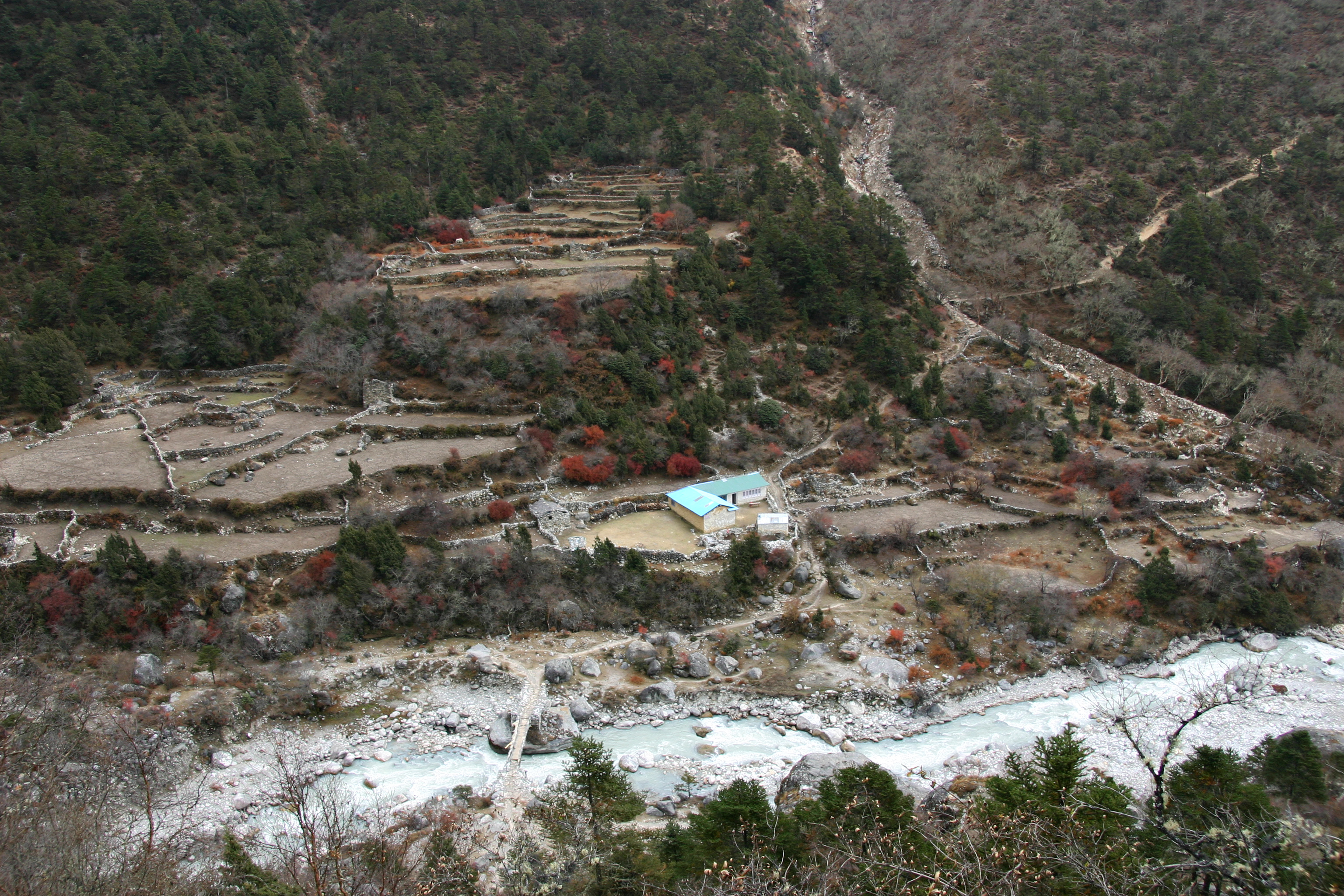
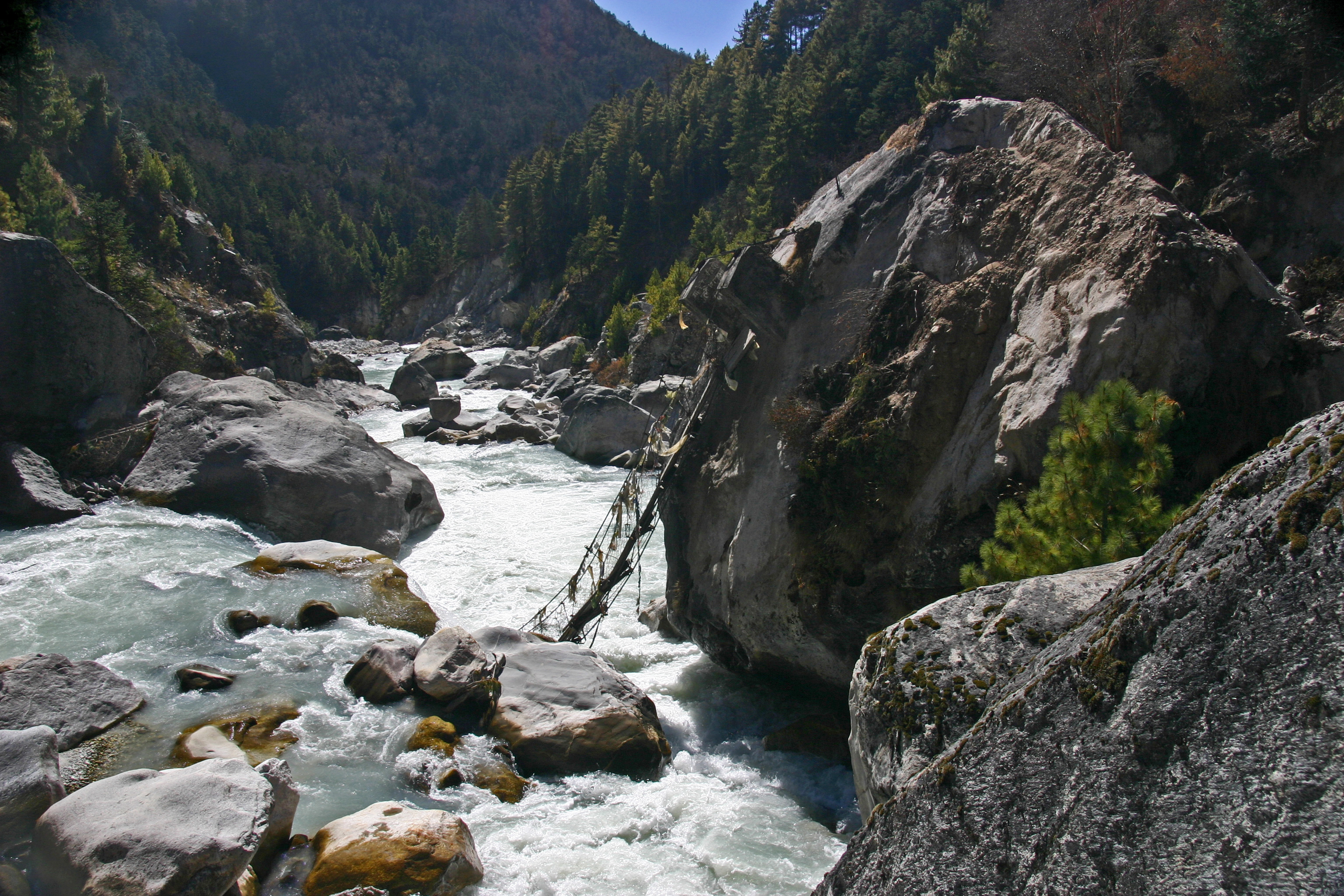
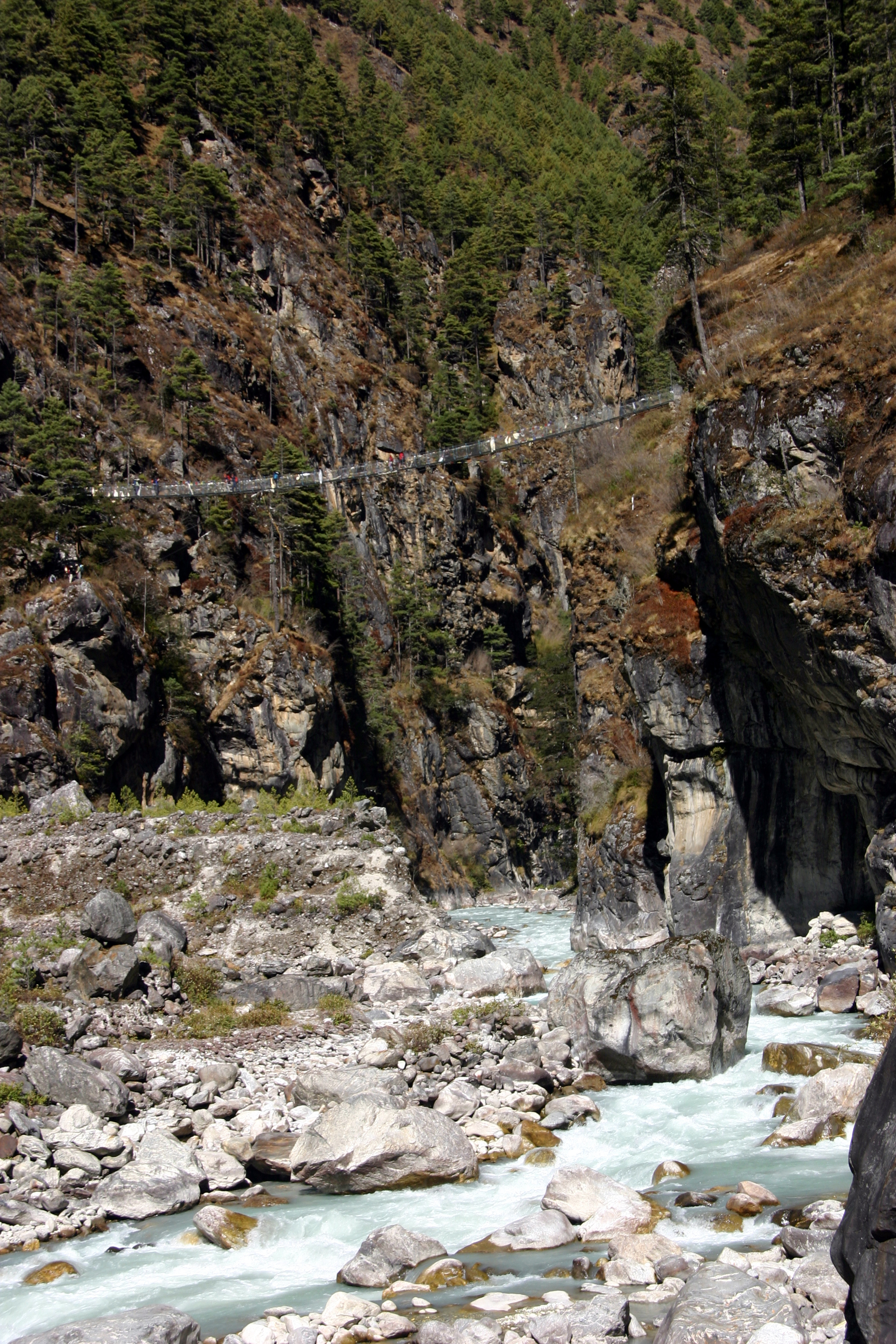

27°35′47″N 86°40′42″E / 27.59639°N 86.67833°E